# Підлісне (Кропивницький район)
Підлі́сне (до 1945 року — Федвар) — село в Україні, в Олександрівській селищній громаді Кропивницького району Кіровоградської області. Населення становить понад 800 осіб. Колишній центр Підлісненської сільської ради.

## Географія
У селі бере початок річка Северинка.

## Історія

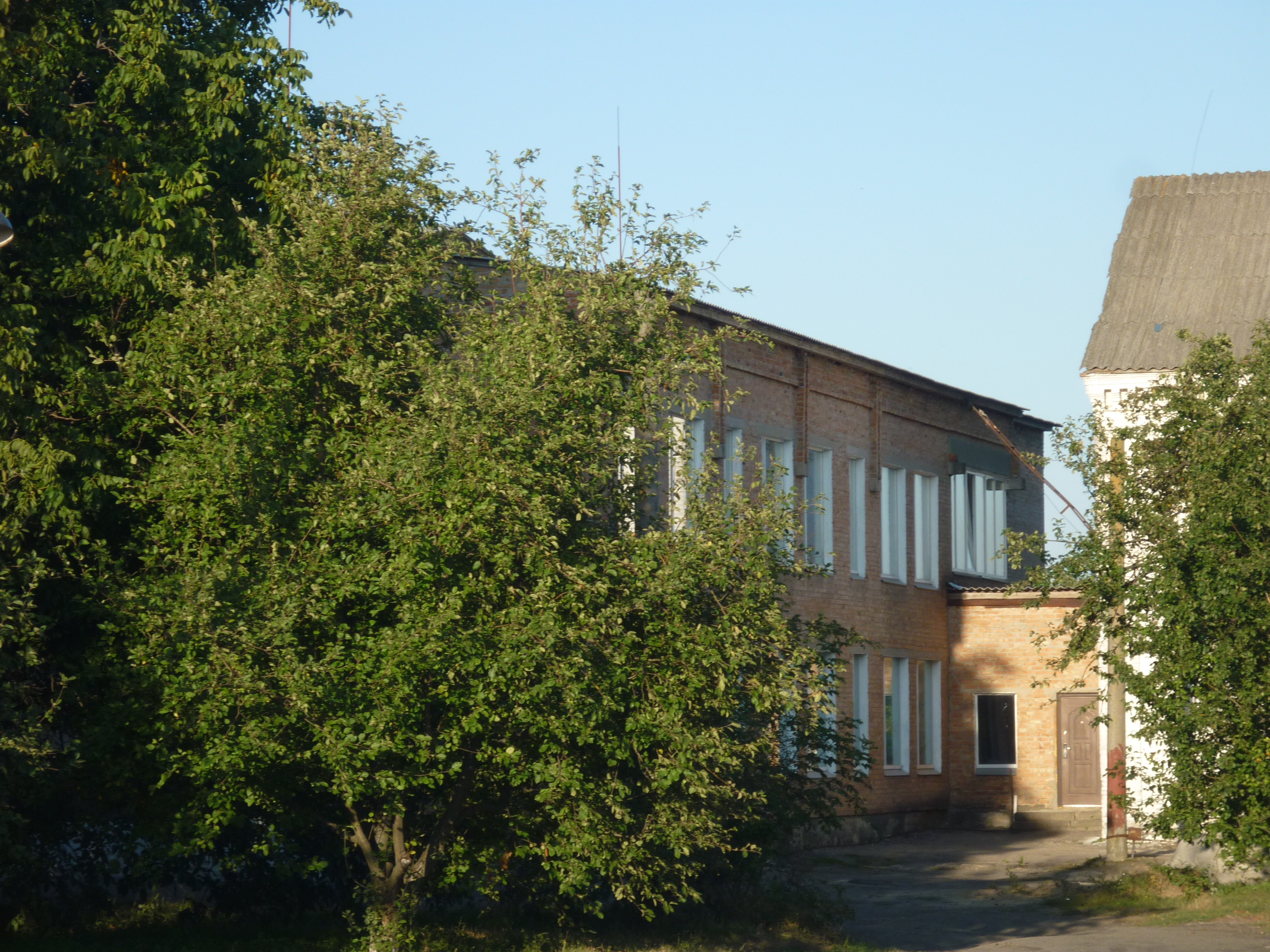
Школа

Перша згадка про село належить до 1705 року.
У 1752–1764 роках тут була 13 рота новосербського Гусарського полку (кінного). Інші назви села: Лісницьке (існувало ще до Нової Сербії), Ліснинський шанець, Федварь, Федвар (сербський аналог — Фелдвар). Є припущення, що у середині 17 ст. це Лісники, маєтність Лісницьких, з яких за Хмельниччини уславився полковник Григорій Лісницький (рід його перебрався на Лівобережжя до Миргородського полку).
Станом на 1772 рік, у Федварському шанці існувала дерев'яна однопрестольна Петропавлівська церква. В 1769 році під час нападу татар священник церкви Сава Константинов був убитий, а його дружина з сином взяті в полон і продані до Константинополя. У 1775 році, по поверненні дружини, хати священника вже не існувало, як і майна. З 1771 року священником церкви був Яків Орловський. На той час в шанці знаходилось понад 150 дворів. Петропавлівська церква підпорядковувалась Новомиргородському духовному Правлінню.
Станом на 1886 рік, у селі, центрі Федварської волості Олександрійського повіту Херсонської губернії, мешкало 4927 осіб, налічувалось 819 дворових господарств, існувала православна церква, школа, 4 лавки, винний склад, відбувались базари щовівторка та щосуботи.
Під час організованого радянською владою Голодомору 1932—1933 років померло щонайменше 288 жителів села.
В період тимчасової німецької окупації краю багато його жителів вступили в партизанський загін імені Ворошилова, який базувався в Нерубаївському лісі. Зараз в центрі Підлісного відкрито меморіальний парк, де встановлено кілька пам'ятників. Молоді зв'язківці Ф. Шепель, Я. Матвієнко, І. Юрченко, І. Коноваленко попередили партизанський загін про облаву, проте самі були захоплені в полон. Могила юних героїв знаходиться в Плоскому лісі.

## Населення
Згідно з переписом УРСР 1989 року чисельність наявного населення села становила 1154 особи, з яких 488 чоловіків та 666 жінок.
За переписом населення України 2001 року в селі мешкала 1021 особа.

### Мова
Розподіл населення за рідною мовою за даними перепису 2001 року:
| Мова       | Відсоток |
| ---------- | -------- |
| українська | 97,65 %  |
| російська  | 2,15 %   |
| молдовська | 0,20 %   |

## Відомі люди
В Підлісному народився український актор та режисер Гнат Петрович Юра (1888—1966), його брати — відомі українські актори Олександр та Терентій Юри, а також хоровий диригент Авдієвський Анатолій Тимофійович, Білоус Володимир Васильович (1937) — автор книги «У вирі вогню та омани» (вид. «Сучасний письменник», 2008); книги «Мова чи „нарєчіє“» (Київ: Юніверс, 2016), книга «Гіркі яблука»(вид. Юніверс, м . Київ, 2021 р.),книги "Доле-доленько" (вид. "Видавничий дім "АртЕк", м.Київ, 2024 р.) — відомий вчений, автор понад 90 наукових праць і винаходів, Лауреат Премії Кабінету Міністрів за розроблення і впровадження іноваційних технологій (Розпорядження КМУ від 18 жовтня 2022 р. №916-р ).